# Волтер Дікс
Во́лтер Дікс  (англ. Walter Dix; нар. 31 січня 1986) — американський легкоатлет, олімпійський медаліст.

## Виступи на Олімпіадах
| Олімпіада  | Дисципліна        | Місце |
| ---------- | ----------------- | ----- |
| Пекін 2008 | біг на 100 метрів | 3     |
| Пекін 2008 | біг на 200 метрів | 3     |